# Коффи, Робер
Робер Жозеф Коффи (фр. Robert-Joseph Coffy; 24 октября 1920, Ле-Бьо, Франция — 15 июля 1995, Сен-Зашари, Франция) — французский кардинал. Епископ Гапа с 11 февраля 1967 по 15 июня 1974. Архиепископ Альби с 15 июня 1974 по 13 апреля 1985. Архиепископ Марселя с 13 апреля 1985 по 22 апреля 1995. Кардинал-священник с титулом церкви Сан-Луиджи-Мария-Гриньон-де-Монфор с 28 июня 1991.